# Eragon
Az Eragon egy Christopher Paolini-regény, a négyrészes Örökség-ciklus első része. A következő rész az Elsőszülött (Eldest), a harmadik rész a Brisingr (ami a könyvben szereplő ősnyelven „tüzet” jelent), a negyedik könyv címe Örökség (Inheritance).
Az Eragon Alagaësia fantáziavilágában játszódik, a történet egy kamaszfiúról és egy sárkányról, Saphiráról szól. A könyvből film is készült, melyet Magyarországon 2006. december 14-én mutattak be a mozikban.
Az Eragon hatalmas sikert aratott, Amerikában a bestseller-listákon rövid ideig a Harry Pottert is megelőzte. A film forgatásához a rendező (Stefen Fangmeier) olyan helyszínt keresett, amelyet még „nem dolgozott át emberi kéz”. Végül a film nagy részét Magyarországon forgatták (Pilisborosjenő – Carvahall, Celldömölk, Ság hegy – Farthen Dur, Velencei-tó – Daret, Szelim-lyuk – Galbatorix trónterme).

## Háttér és a kiadás története
Paolini miután 15 évesen befejezte középiskolai tanulmányait magántanulóként, egy regényt kezdett tervezgetni saját szórakoztatására. Egy hónappal azután, hogy kitalálta az akkor még trilógiának indult regényciklust, elkezdte írni az Eragon első vázlatát, kezdetben kézzel, de az első 60 oldal megírása után számítógépen folytatta. Paolini egy év alatt befejezte az Eragon első vázlatát, és hozzákezdett a második vázlat megírásához.
Paolini sosem tervezte, hogy publikálja regényét. Ennek ellenére miután a történetet véglegesítette, megmutatta szüleinek, akik úgy döntöttek, hogy kiadják saját költségükön. Az elkövetkező évben a művet korrigálták, szerkesztették, és még egy borítót, valamint egy Alagaësia-térképet is készítettek (az első borítót és a térképet is Paolini rajzolta).
Az ezt követő év a regény reklámozásával, bevezetésével telt el, utazgatva az Egyesült Államokban. Paolini és a családja több mint 135 tájékoztatót tartott könyvesboltokban, könyvtárakban és iskolákban. A legtöbb ilyen esemény abból állt, hogy Paolini középkori jelmezt viselt (vörös felsőt, fekete hullámzó nadrágot, fűzős bakancsot és egy vicces fekete kalapot). 2002 nyarán Carl Hiaasen író felhívta kiadója, Alfred A. Knopf figyelmét az Eragonra, miután mostohafia elolvasott egy példányt az önállóan publikált műből. Knopf a teljes trilógia jogait meg akarta vásárolni. A regényt még egyszer újraszerkesztették, és új borítót kapott, amelyet John Jude Palencar tervezett.

## Fogadtatás
Az Eragon általában vegyes kritikákat kapott, sokan kétségbe vonták az eredetiségét. Liz Rosenberg, a The New York Times Book Review munkatársa a "klisés leírások", "B kategóriás filmekbe illő dialógusok", "kínos és közönséges" párbeszédek alapján bírálta a könyvet, mégis, azzal zárta értékelését, hogy "minden hibája ellenére ez egy nagy tehetségű szerző hiteles műve". A School Library Journal azt írta, hogy az Eragonban  "a varázslatok néha túl kényelmes kilépést biztosítanak [az író számára (ford.)] a nehéz helyzetekből." A Common Sense Media az Eragon  dialógusait  "túl bőbeszédű"-nek és "klisés"'-nek minősítette, a könyv szerkezetéről azt írta, "egyenesen a Csillagok háborújából származik, a Gyűrűk Ura útján, itt-ott más fantasy-történetek darabjaival".  A weboldal mégis elismeri, hogy a könyv jelentős teljesítmény egy ilyen fiatal szerzőtől, és hogy a fiatalabb rajongók "értékelni fogják".

## Történet
|  | Alább a cselekmény részletei következnek! |

Egy 15 éves fiú, Eragon, Garrow nagybátyjával és unokatestvérével, Rorannal él egy kis falu, Carvahall határában. Miközben a Gerinc erdejében vadászik (Alagaësia nyugati részén végigvonuló hegységek óriási láncolata, amelyről misztikus legendák keringenek), Eragon legnagyobb meglepetésére egy fényes kék színű kő jelenik meg előtte. Megpróbálja eladni vagy elcserélni a követ, sikertelenül. Ezután szemtanúja lesz annak, amint kikel egy sárkányfióka a „kőből”, ami mint kiderül, valójában egy sárkánytojás. Kérdezősködik Bromtól, a falu öreg mesemondójától a sárkányokról és a sárkánylovasokról. Beszélgetésük után Eragon a sárkányt Saphirának nevezi el. Titokban neveli a sárkányt, mígnem Galbatorix király két ra’zac szolgája Carvahallba érkezik a tojás után kutatva. Mikor Saphira megtudja, kik keresik őket, fejvesztve menekül, Eragonnal a hátán. De Eragon nagybátyját halálosan megsebzik, és felforgatják a házat, valamint a farmot. Nagybátyja halála után Eragonnak már nincs miért Carvahallban maradnia, így a ra’zac-ok után ered, hogy megbosszulja Garrow bácsi halálát. Vele tart Brom is, hogy segítse útja során.
Eragon Sárkánylovas lesz az őt és Saphirát összekötő láthatatlan köteléken keresztül. Az út során Eragon megtanulja a vívást, a mágiát, az ősnyelvet és a Sárkánylovasok történelmét. Sok várost érintenek, köztük a Birodalom nagyobb városait. Yazuacban megtámadják őket az urgalok. Eragon mágiát használ, ami majdnem megöli. Végül, miután beszivárogtak a teirmi toronyba, és információkat kerestek, Eragon, Brom és Jeod (Brom régi barátja) összetűzésbe keverednek a ra’zacokkal a dras-leonai katedrálisnál. Ott a ra’zacok csapdába ejtik Eragont, Saphirát és Bromot. Egy különös idegen, Murtagh megmenti őket, de Brom halálos sebet kap és nem sokkal ezután meghal, de elmondja, hogy valaha ő is Sárkánylovas volt, és sárkányának neve Saphira volt. Saphira tudta ezt, de nem mondta meg Eragonnak, mert Brom megkérte rá. Bromot eltemeti Eragon egy kősírba, amit Saphira gyémánttá változtat.
Murtagh lesz Eragon új útitársa. Murtagh viszont nem szívesen megy a vardenekhez, ahhoz a csoporthoz, akik a Galbatorix király elleni fellázadó csoport. Útközben Eragon egy gyönyörű tündéről álmodik, akit valahol börtöncellába zártak. Amikor Gil’ead közelében járnak, Eragont elfogják, elkábítják és ugyanabba a börtönbe zárják, mint a tündét. A menekülés közben Murtagh és Saphira magukkal hozzák a tündét is. Eragon és Murtagh megküzd Durzával, az Árnnyal, akit gonosz szellemek szálltak meg. Murtagh eltalálja nyilával a vállát, majd a homlokát és Durza köddé válik.
A menekülés után Eragon, Saphira és Murtagh átvágnak a Hadarac sivatagon, hogy elérjék a Beor-hegységet, a tündét cipelve. Mikor a tünde egy hétig nem kel fel, Eragon benéz az elméjébe, és megtudja a nevét: Arya. Arya elmondja, hogy megmérgezték, ezért egy varázslattal kómába ejtette magát, hogy lassítsa a mérget, de minél előbb el kell jutniuk a vardenekhez, majd elméjüket összekapcsolva megmutatja, hogyan juthatnak el hozzájuk.
A csapatot a kullok, az urgalok elit serege üldözi, amíg el nem jutnak a vardenek erdeibe, hogy el tudjanak bújni a hegység mélyeibe. Eragon megtudja, hogy Murtagh Morzan fia, az első Esküszegőé. Mikor elérnek a vardenekhez, az Ikrek (két kopasz, rút varázsló) átvizsgálja Eragon elméjét, ám ezt Murtagh saját magánál nem hagyja, ezért bezárják. Aryának beadják a Tunivor Nektárját, az egyetlen ellenszert, ami megmentheti. Eközben megtudja, hogy egyezmény jött létre a törpék, a vardenek és a tündék között. Azt is, hogy Arya véletlenül küldte Eragonhoz a tojást, Bromhoz szerette volna, de nem volt annyi ereje; Murtagh nem ölte meg Durzát, mert egy Árnyat csak akkor lehet megölni, ha szíven döfik.
Amikor a csata elkezdődik, a vardenek és a törpék még épphogy vissza tudják verni a hatalmas urgal hadsereget. A csata végén Eragon csapdába esve küzd meg Durzával, Saphira és Arya segítsége nélkül. Durza végighúzza kardját Eragon hátán. Saphira és Arya áttörik az Isidar Mithrimet, ezzel elterelik az Árny figyelmét a Lovasról, így Eragonnak sikerül keresztüldöfnie a szívét. A szellemek elhagyják Durza testét, és Eragon végignézi az Árny gyermekkori emlékeit. Az emlékek már majdnem elpusztítják, amikor Togira Ikonoka megmenti, és megkéri, menjen el hozzá, Ellesmérába, hogy folytathassa a kiképzés, melyet még Brom kezdett el. Eragon elhatározza, hogy befejezi kiképzését Ellesmérában, a Du Weldenvarden szívében. Az Eragon hátán éktelenkedő sebet egyelőre nem tudják meggyógyítani, és így kevés esélye van arra, hogy valaha is megküzdjön Galbatorixszal. Az urgalokat legyőzték, mivel Durzának a rájuk küldött varázslata megtört, így azok visszavonultak.

## Szereplők
- Murtagh: Morzan, a Tizenhárom Esküszegő egyikének a fia. Anyja Selena, és féltestvére Eragon. Az első kötetben lép be a történetbe, és egészen addig, amíg el nem érnek a vardenekhez, titok fedi a múltját, valamint hogy pontosan ki ő. Bár Murtagh megveti az apját, a vardeneket se tartja sokkal többre. A hátán egy hosszú sebhely húzódik. A második kötet elején elhurcolják Uru'baen-be. Az emberek fővárosában kikel neki Tövis, a vörös sárkány. Galbatorix az Eldunaríkkal erősíti meg Murtaghot és Tövist, hogy felvehessék a harcot a vardenek sárkánylovasa ellen.
- Saphira: A sárkánylovasok pusztulása után fennmaradt három sárkánytojásból egy maradt a tündéknél. A tojást szállító Arynak sikerült teleportálnia a tojást, amit a vadászó ifjú Eragon talál meg, majd a sárkány kikel neki.
- Sloan: Carvahallban egy jól menő húsboltos, akinek a felesége a Gerincen halt meg, ezért tartózkodik a Gerinctől és annak furcsa dolgaitól.
- Horst: Kovács Carvahallban, felesége, Elain terhes harmadik gyermekükkel (2. kötet).
- Brom: Mesemondó, bölcs öregember, Eragon apja. Ő mesélt mindig a sárkánylovasokról és a bukásukról. Brom hamar rájön, hogy Eragonnak sárkánya van, hiszen (ez később derül ki), ő is egy sárkánylovas volt. Sokat segít Eragonnak, egészen a Gil'eadi fogságig. Sokat titkolózott Eragon előtt, de titkai nagy részét még halála előtt elmondta Saphirának és Eragonnak.
- Arya: Tündekirálylány, Islanzadí, a tündekirálynő örököse és egyetlen lánya. A lány több mint százéves, ebből 70 évet Saphira tojásának szállításával és a vardenek szolgálatával (mint tünde nagykövet) töltött. Az első kötet elején Aryát elfogja Galbatorix szolgája, Durza, egy Árny, de a lánynak még épp idejében sikerül megmentenie a sárkánytojást.
- Adzsihád: A vardenek vezetője az első kötetben, ő fogadja be Eragonékat a törpe fővárosba. Ő vezeti a csatát az urgalok ellen Farthen Dur-nál. Van egy lánya, Nasuada.
- Nasuada: A vardenek vezetője, apja, Adzsihád halála után és Eragon későbbi hűbérúrnője. A lány igen leleményesen vezeti a vardeneket, és több problémájukat is megoldja, túlszárnyalva Adzsihádot. Az első kötetben nem sok szerepe van, mindössze megismerkedik a főhőssel, de a második kötettől fontos szerepet kap a könyvekben: az író rajta keresztül mutatja be a háború állását a vardenek szemszögéből.
- Durza: Árny. Hatalmát az őt megszálló szellemektől nyeri. Galbatorix király után a leggonoszabb. Egész falvakat küld a halálba vagy személyesen, vagy az általa megszállott urgalok keze által. Az Árnyakat csak egyféleképpen lehet megölni: ha átszúrják a szívét. Eragon, Arya és Saphira nem kis segítségével meg is teszi, innentől fogva Árnyékölőnek hívják.
- Orik: Eragon legközelebbi törpe barátja, a 2. kötet elejétől fogadott testvére. Hrothgar király unokaöccse, majd a 3. kötetben utódja is. Elkíséri Eragont Ellesmérába, hogy felügyelje kiképzését. Bölcs és előrelátó.
- Hrothgar: Bölcs törpe király, a negyvenkettedik. Kora ismeretlen, de több mint 100 éves lehet, mert említi, hogy beszélt Vraellel, a hajdani Lovasok vezetőjével (aki már több mint 100 éve halott). Dacolva a többi törpe klánnal Eragont, az emberi Lovast a saját klánjának (Durgrimst Ingeitum) tagjává fogadja (ez a törpék több ezer éves történetében még nem fordult elő). Ezáltal Eragon az Az Sweldn rak Anhuin nevű klán halálos ellensége lett (2. kötet).

|  | Itt a vége a cselekmény részletezésének! |

## Magyarul
- Eragon; ford. Bihari György; Európa, Bp., 2005

## Lásd még
- Az örökség (regényciklus)
- Elsőszülött
- Brisingr
- Örökség
- Eragon (film)
- Michael Macauley–Mark Cotta Vaz: Örökség-almanach. Útmutató A-tól Z-ig az Eragon-sorozat világához; ford. Urbán Erika; Európa, Bp., 2011